# Eugene Bullard
Pour les articles homonymes, voir Bullard.
 (mai 2025).
Eugene James Bullard, né le 9 octobre 1895 à Columbus (Géorgie, États-Unis) et mort le 12 octobre 1961 à New York, est un Afro-Américain, pilote dans l'armée française durant la Première Guerre mondiale.

## Biographie

### Jeunesse
Son père, William O. Bullard[réf. nécessaire], surnommé Big Chief Ox, est né esclave en Martinique[réf. nécessaire]. Sa mère, Josephine Thomas aurait des ancêtres de la tribu des Creeks. Son grand-père paternel est né sur la propriété de Wiley Bullard[réf. nécessaire] un planteur du comté de Stewart en Géorgie, ce qui n'est pas compatible avec une origine paternelle martiniquaise. William et Josephine se sont mariés dans ce comté en 1882 et Eugene est le septième de leurs dix enfants. Dans les années 1890, William Bullard, emménage à Columbus (Georgie), où il travaille pour W. C. Bradley, un marchand de coton. Eugene reçoit une éducation élémentaire, mais décisive pour son avenir.
Afin d'échapper à la ségrégation raciale (il raconte plus tard avoir été, enfant, témoin d'une tentative de lynchage de son père), Eugene quitte le foyer familial vers l'âge de huit ans avec l'intention d'aller en France, car son père lui aurait dit qu'« un homme y était jugé par son mérite et non pas par la couleur de sa peau ». Il passe deux années d'errance avec des gens du voyage, avec lesquels il apprend l'équitation.
En 1911, il se stabilise à Dawson chez la famille Zachariah Turner, pour lesquels il est garçon d'écurie puis jockey. En 1912, Bullard embarque depuis Norfolk en Virginie à bord d'un bateau à vapeur allemand pour l'Écosse.
De 1912 à 1914, au Royaume-Uni, il travaille comme cible vivante dans une foire de Liverpool et prend des cours de boxe. Il combat à Londres et s'engage parallèlement dans la troupe de vaudeville de l'Afro-Américaine Belle Davis. En 1913, il dispute un match à l’Élysée Montmartre. C'est à l'occasion de ce voyage à Paris qu'il décide d'y vivre.

### Première Guerre mondiale

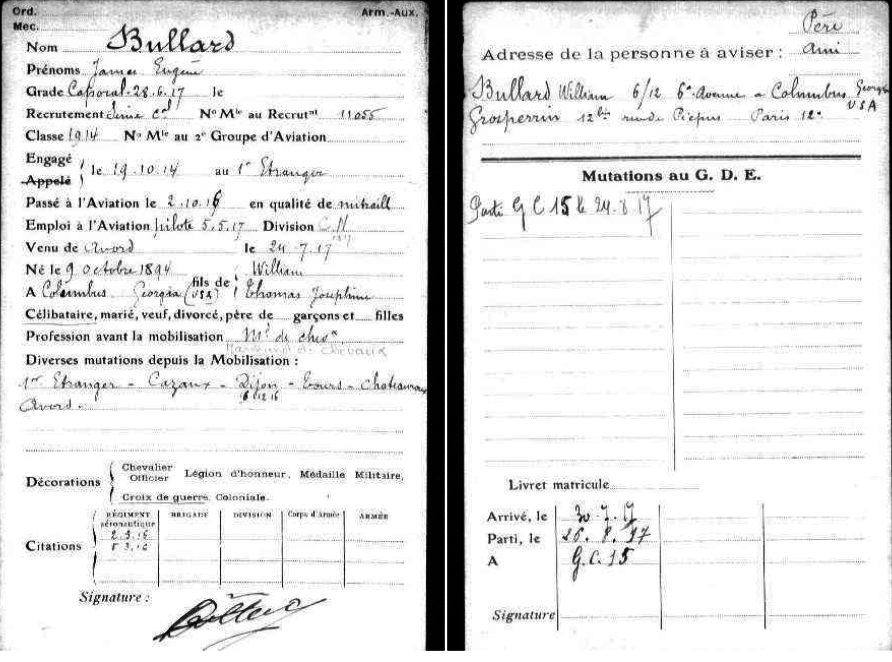
Engagement avec date de naissance en 1894.

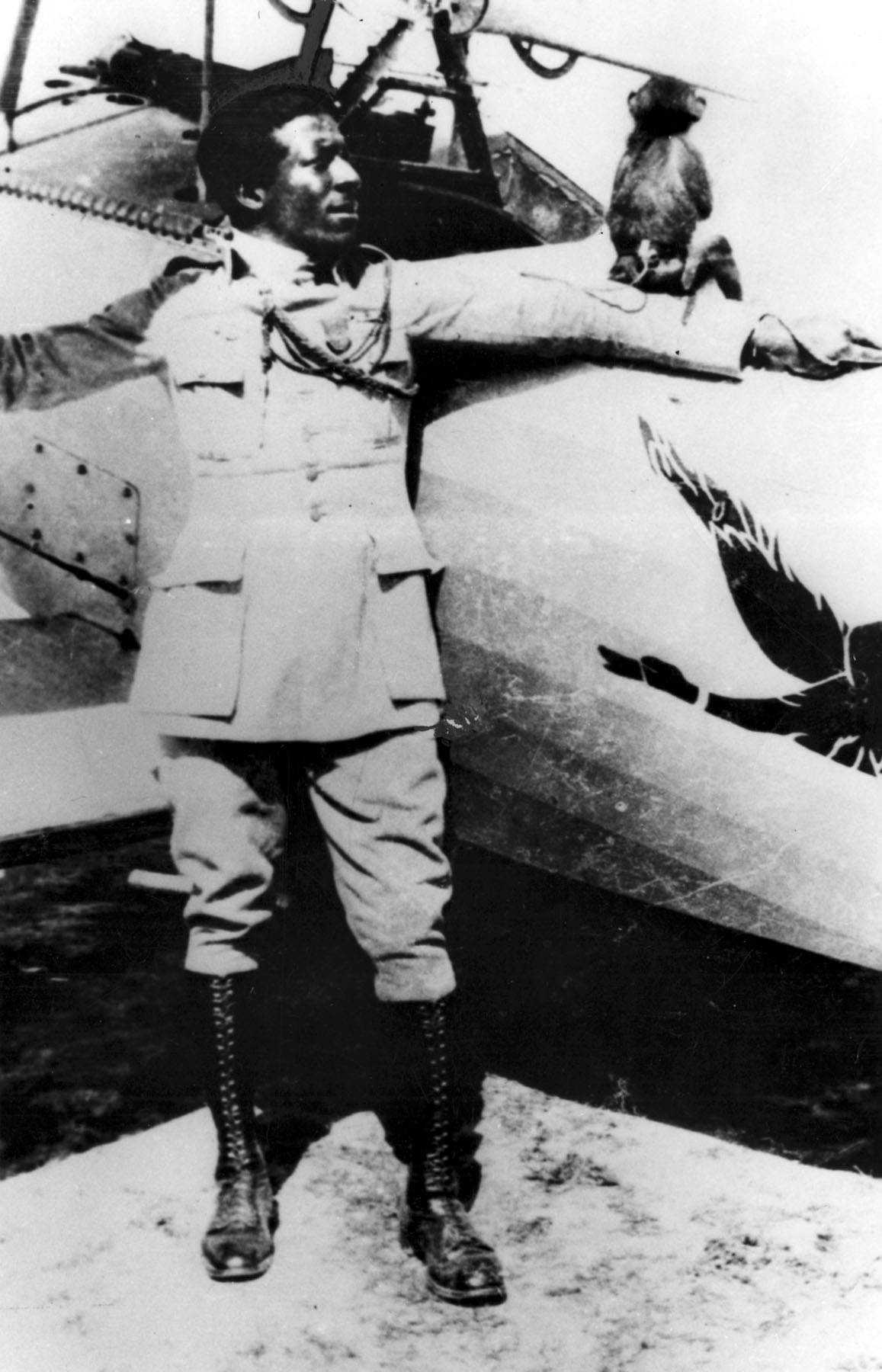
Photographie prise entre le 27 août et le 13 septembre 1917 d'Eugene Bullard servant alors dans l'escadrille Spad 93.

Le 19 octobre 1914, en se vieillissant d'un an (déclarant qu'il était né en 1894 au lieu de 1895) il s'engage dans la Légion étrangère française pour participer à la Première Guerre mondiale. Matricule 19/33.717, il est affecté au troisième régiment de marche, une des unités formées à partir du 1er RE, et est aussitôt envoyé dans la zone de combats. Le 13 juillet 1915, il rejoint le deuxième régiment de marche, lui aussi formé à partir du 1er RE. Il est ensuite affecté au 170e régiment d'infanterie française, unité surnommée plus tard les « hirondelles de la mort ».  Compagnon d'armes de Moïse Kisling et de Blaise Cendrars, il participe aux combats sur la Somme, en Champagne et à Verdun où il est grièvement blessé à la cuisse le 5 mars 1916.
En convalescence à Lyon, il est hébergé par la famille Nesme, à ne pas confondre avec les orfèvres du même nom et est cité à l’ordre du régiment le 3 juillet 1917. Il se voit décerner la croix de guerre.
Bullard, déclaré alors inapte à servir dans l'infanterie à la suite de ses blessures, mais désireux de continuer à se battre, est versé le 2 octobre 1916 dans l'aéronautique militaire française par le lieutenant-colonel Adolphe Girod, responsable des écoles de l'aviation.
Après un stage de mitrailleur à Cazaux, il obtient d'être nommé élève-pilote. Il est formé sur Caudron G.3 et Caudron G.4 aux écoles de Dijon, Tours, Châteauroux et Avord. Plus tard, il est affecté au 5e groupe de chasse, d'abord à l’escadrille N 93, puis à l'escadrille N 85. La chasse de l'armée de l'air française vole alors sur SPAD S.VII et Nieuport. Il effectue une vingtaine de missions aériennes et devient ainsi, avec l'Ottoman Ahmet Ali Çelikten, l'un des deux premiers pilotes de chasse noirs de l'Histoire. Il vole avec sa mascotte, son singe Jimmy. Il aurait alors réussi à abattre deux appareils ennemis, une de ces deux victoires n'étant pas homologuée. La devise inscrite sur le fuselage de son avion était all blood runs red (« tout sang coule rouge »).
En août 1917, après l'entrée en guerre des États-Unis, l'United States Army Air Service propose aux Américains servant dans le Lafayette Flying Corps de rejoindre ses rangs. Bullard est refusé à cause de sa couleur de peau du fait de la Ségrégation raciale dans les forces armées des États-Unis.
À la suite d'une bagarre avec un adjudant français qui l'avait insulté lors d'un retour de permission, Bullard est renvoyé de l'aviation, sous le prétexte d'une inaptitude médicale au vol déclarée le 16 novembre 1917. Le 11 janvier 1918, il est réaffecté au 170e régiment d'infanterie française, et sert au camp de La Fontaine du Berger près d'Orcines, dans le Puy-de-Dôme, où il forme les jeunes recrues avant qu'elles aillent au front, jusqu'à l'armistice de 1918. Démobilisé, il s'installe à Paris.

### Musicien et directeur de cabaret dans l'entre-deux-guerres
Après la guerre, Bullard, élève de Louis Mitchell, de l'orchestre du Casino de Paris, devient batteur de jazz dans des nightclubs de Pigalle, à Paris. D'abord chargé d'animer le cabaret de Joe Zelli, rue Caumartin puis rue Fontaine, il reprend ensuite Le Grand Duc', 52, rue Jean-Baptiste-Pigalle à l'angle des rues Fontaine et Pigalle. Il y travaille avec les chanteuses Florence Emery Jones puis Ada « Bricktop » Smith. Le succès de ce cabaret, qu'il revend au début des années 1930, pour ouvrir un bar, L'Escadrille au 15, rue Fontaine, fait de lui l'une des figures majeures du jazz et des nuits parisiennes de l'entre-deux-guerres.
Bullard crée également un gymnase au 15, rue Mansart dans le 9e arrondissement.
Il se marie le 17 juillet 1923 avec Marcelle Straumann, qu'il présente dans ses mémoires comme une aristocrate, en réalité une modeste fille d'un employé de commerce alsacien. Ensemble, ils ont deux filles, Jacqueline et Lolita, et un garçon, mort en bas âge d'une double pneumonie. Le 5 décembre 1935, ils divorcent, Marcelle ayant abandonné le domicile conjugal sans laisser d'adresse. Bullard obtient la garde de ses deux filles. Son activité dans les night-clubs lui donne l'occasion de se faire des amis célèbres, parmi lesquels Joséphine Baker, Louis Armstrong ou Langston Hughes.
Peu après sa démobilisation, Bullard est en butte à de nombreuses attaques racistes de la communauté américaine de Paris qui ne lui pardonne pas d'avoir été pilote de chasse. Plusieurs articles diffamatoires sont publiés contre lui. Il est également victime de plusieurs agressions verbales ou physiques (dont il sort victorieux).
En 1928, le Mémorial La Fayette est inauguré à Marnes-la-Coquette, dans l'ouest parisien, par Edmund Gros qui projette de faire graver les noms des pilotes du La Fayette Flying Corps à l'exception de celui de Bullard, provoquant un tollé parmi les anciens pilotes américains, compagnons d'armes de Bullard. Finalement, seuls les noms des aviateurs morts au combat seront inscrits sur le monument.

### Informateur du contre-espionnage et combattant volontaire de la Seconde Guerre mondiale
En 1939, au commencement de la Seconde Guerre mondiale, Bullard, qui parle allemand, est recruté par l'inspecteur Georges Leplanquais, du service de contre-espionnage de la Préfecture de police, afin de le renseigner sur les agents allemands qui pourraient fréquenter son bar parisien, L'Escadrille, en équipe avec un agent de ce service, une jeune femme se faisant appeler  « Cleopâtre Terrier »
Durant la bataille de France, en 1940, Bullard s'engage à nouveau et est incorporé comme mitrailleur au 51e régiment d'infanterie. Il participe à Orléans, le 15 juin 1940 aux combats défensifs face aux troupes allemandes qui s'emparent de la ville. Blessé à la colonne vertébrale le 18 juin 1940 au Blanc, dans l'Indre, il est évacué en Espagne puis, en juillet 1940, aux États-Unis.
Une fois ses filles exfiltrées à leur tour, grâce à l'intervention de l'ancien ambassadeur William C. Bullitt à Paris, Bullard est hospitalisé quelque temps à New York pour soigner sa blessure. Affrontant de nouveau la ségrégation, Bullard, dont les exploits sont ignorés ou minimisés, devient un ardent militant de la France libre à travers l'organisation gaulliste France Forever.

### Après la Seconde Guerre mondiale
Eugene Bullard exerce différentes activités professionnelles : vendeur en parfumerie, gardien de sécurité, manutentionnaire, interprète de Louis Armstrong. Les séquelles de sa blessure dorsale restreignent ses activités. Il tente vainement de remonter un nightclub à Paris. Il perçoit une indemnité de la part du gouvernement français, ce qui lui permet d'acquérir un appartement dans le quartier de Harlem à New York.
Le 4 septembre 1949 à Peekskill près de New York, Eugene Bullard assiste à un concert organisé par l'artiste militant Paul Robeson au bénéfice du Civil Rights Congress, mouvement pour la défense des droits civiques des minorités raciales. Des vétérans de l'armée et leurs familles et des membres de l'American Legion, agités par des anticommunistes, attaquent les spectateurs, et une caméra d'actualités filme ce qui sera appelé les Émeutes de Peekskill : on voit longuement dans le film Bullard battu par deux agents de police, un en uniforme et l'autre en civil. La bande filmée fut largement diffusée, mais aucune poursuite ne fut exercée contre les agitateurs. Ces images figurent dans le documentaire Paul Robeson: Tribute to an Artist avec Sidney Poitier.
Durant les années 1950, Eugene Bullard est comme un étranger dans son pays natal. Ses filles sont mariées et il vit seul dans son appartement, lequel est décoré de photos des célébrités qu'il a connues. Une boîte encadrée contient ses quinze médailles de guerre françaises. Son dernier emploi est opérateur d'ascenseur au Rockefeller Center.

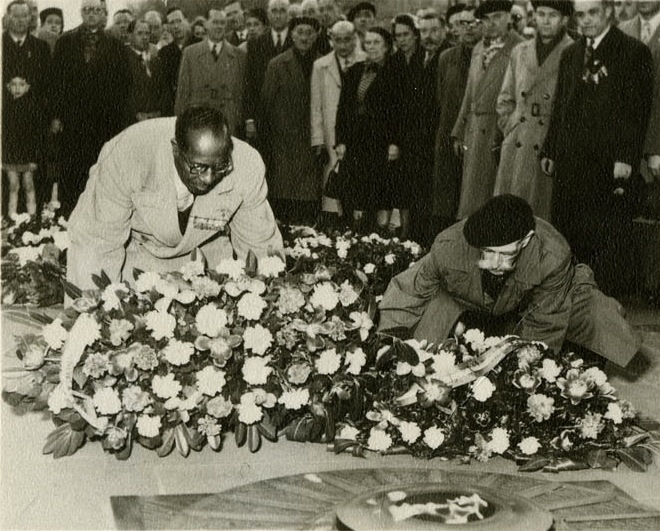
Eugene Bullard sur la tombe du soldat inconnu sous l'Arc de triomphe en 1954.

En 1954, le gouvernement français invite Bullard à Paris pour ranimer, avec deux Français, la flamme de la tombe du soldat inconnu sous l'Arc de triomphe de l'Étoile. En 1959, il est fait Chevalier de la Légion d'honneur par le consul de France à New-York et en 1960 lors de sa visite aux États-Unis le général de Gaulle le salue de « véritable héros français »[réf. obsolète]. 

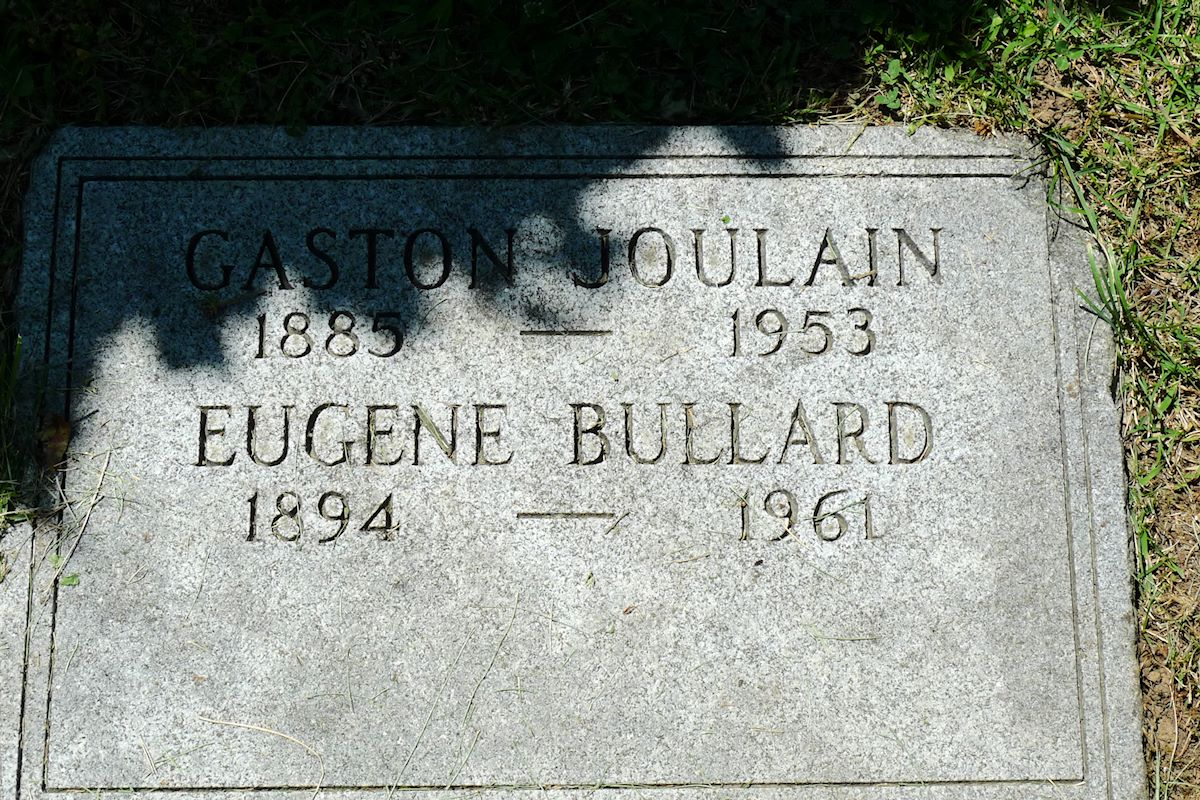
Pierre tombale d'Eugene Bullard.

Malgré cela, il passe les dernières années de sa vie dans un relatif anonymat et dans la pauvreté à New York, où il meurt d'un cancer de l'estomac le 12 octobre 1961. Il est enterré dans son uniforme de légionnaire, avec tous les honneurs militaires par des officiers français dans le carré des anciens combattants français du cimetière de Flushing, dans le Queens à New York.

## Postérité

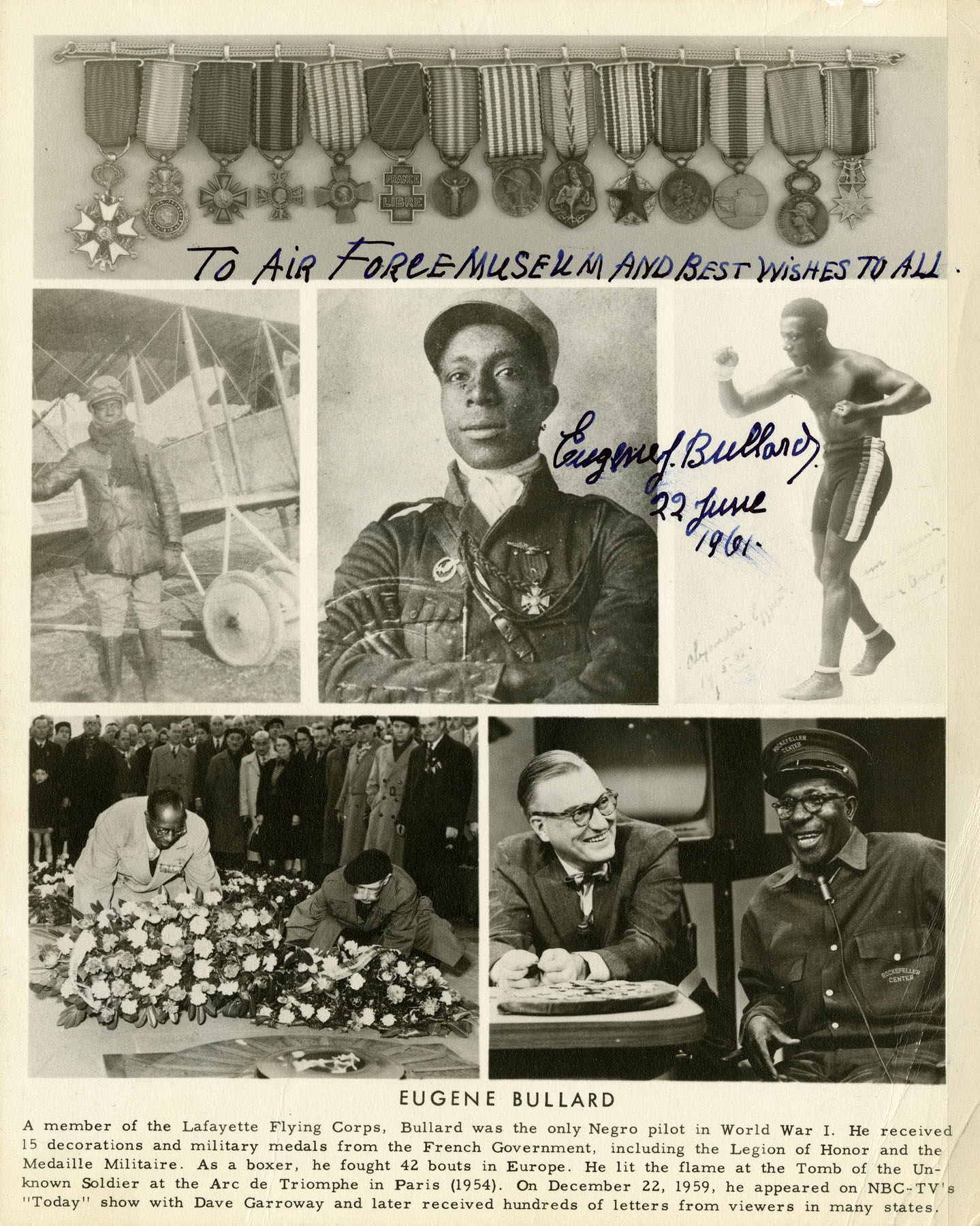
Résumé en photos de la vie d'Eugene Bullard, exposé au National Museum of the US Air Force.

En 1972, ses exploits comme pilote de combat sont publiés dans le livre The Black Swallow of Death: The Incredible Story of Eugene Jacques Bullard, The World's First Black Combat Aviator (L'incroyable histoire d'Eugene Jacques Bullard, le premier noir aviateur de combat) écrit par P.J. Carisella, James W. Ryan et Edward W. Brooke (Marlborough House, 1972). Ce livre, dont la jaquette est réalisée par le célèbre illustrateur américain de la Première Guerre mondiale George Evans, fait partie des objets conservés sur Bullard au National Museum of the United States Air Force près de Dayton, dans l'Ohio. Inspiré par les mémoires non publiées de Bullard, il contient malheureusement de nombreuses erreurs historiques, en partie inspirées par le propre récit de Bullard, souvent très approximatif, notamment lorsqu'il s'agit de son épouse (qu'il déclare décédée en 1936 alors qu'elle est morte en février 1990 à Paris) et de sa belle famille qui n'avait rien d'aristocratique, contrairement à ce qui est souvent allégué.
Le 23 août 1994, trente-trois ans après sa mort, et soixante-dix-sept ans après son rejet par l'U.S. Service en 1917, Eugene Bullard est promu à titre posthume au grade de sous-lieutenant (second lieutenant) de l'United States Air Force sur intervention directe de Colin Powell, alors chef d'état-major des armées américaines.
En 2006, le film de fiction Flyboys fait de Bullard un membre de l'escadrille La Fayette dans ce film, Abdul Salis incarne Eugene Skinner, le rôle inspiré par Bullard.
En 2012, l'écrivain, historien et cinéaste Claude Ribbe lui consacre un récit biographique - Eugene Bullard (éd. du Cherche midi) -  très détaillé qui apporte de nombreuses précisions et révélations sur sa vie ainsi qu'un documentaire pour France Télévisions.
Frères d'armes - Eugène Bullard, série Frères d'armes, film-portrait raconté par Sami Bouajila, co-réalisé par Pascal Blanchard et Rachid Bouchareb, 2016, 2 minutes. [voir en ligne]

## Décorations

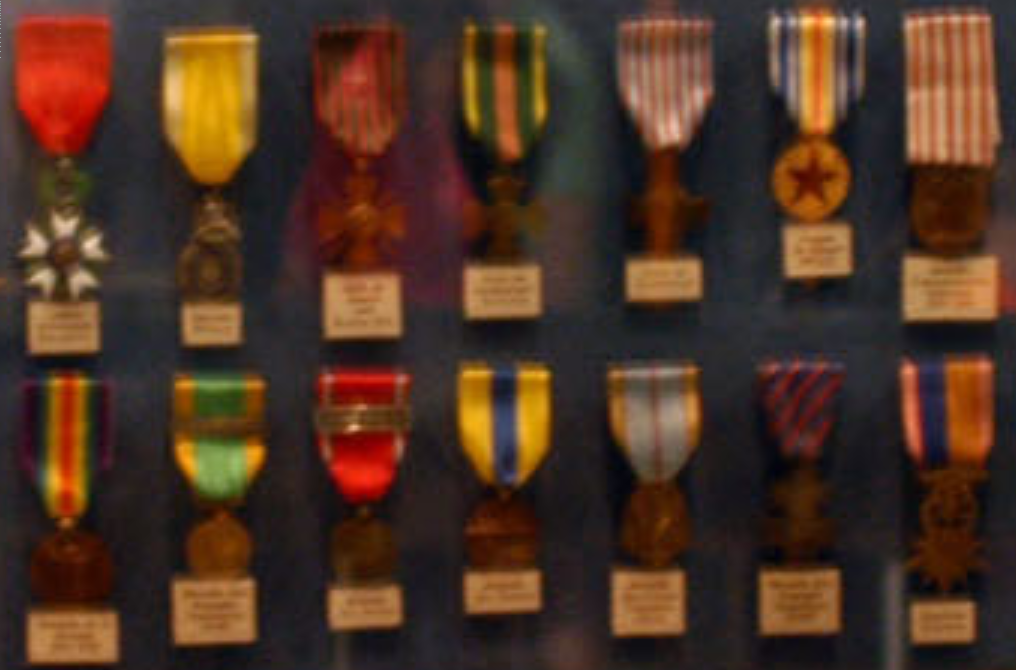
Décorations d'Eugene Jacques Bullard.

1er rang :
- Chevalier de la Légion d'honneur
- Médaille militaire
- Croix de guerre 1914–1918
- Croix du combattant volontaire 1914–1918
- Croix du combattant
- Médaille des blessés militaires
- Médaille commémorative de la guerre 1914–1918

2e rang :
- Médaille interalliée de la Victoire
- Médaille engagé volontaire
- Médaille commémorative de la bataille de Verdun
- Médaille commémorative de la bataille de la Somme
- Médaille commémorative de la guerre 1939–1945
- Médaille commémorative des services volontaires dans la France libre
- Médaille des volontaires américains avec l'Armée Française (American Volunteer with French Army Medal)